# زنگوله

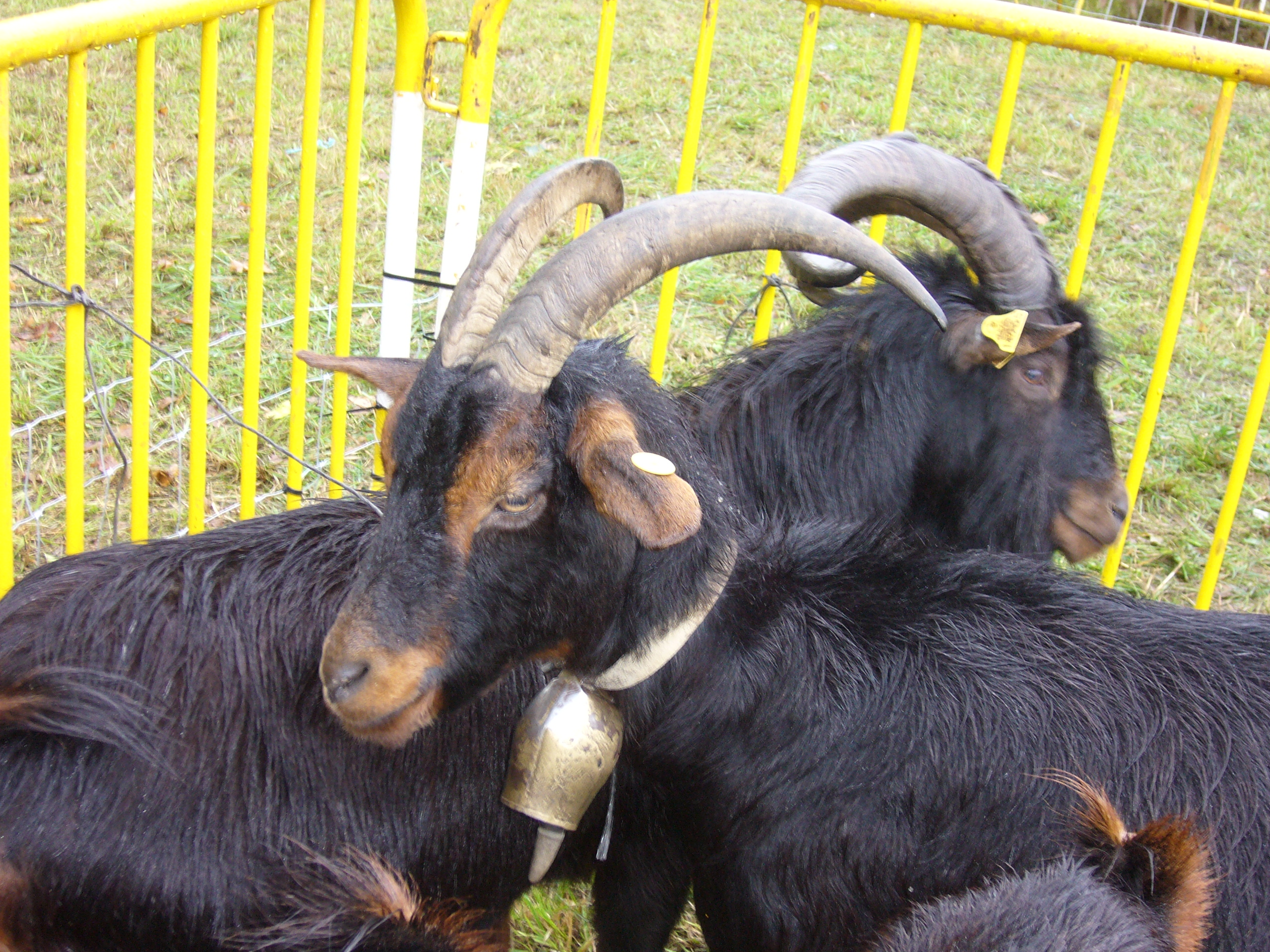
بز با زنگوله

زنگوله (به انگلیسی: Cowbell) (یا زنگ گاو) زنگی است که بر گردن دام‌هایی که در حال پرسه‌زدن آزاد هستند بسته می‌شود تا گله‌داران بتوانند از طریق صدای زنگ حیوان را در منظره‌های تپه‌ای یا دشت‌های وسیع ردیابی کنند. اگرچه به دلیل استفاده گسترده آنها در گاو معمولاً به آنها «زنگ گاو» می‌گویند، اما این زنگ‌ها در طیف گسترده‌ای از جانوران استفاده می‌شود.

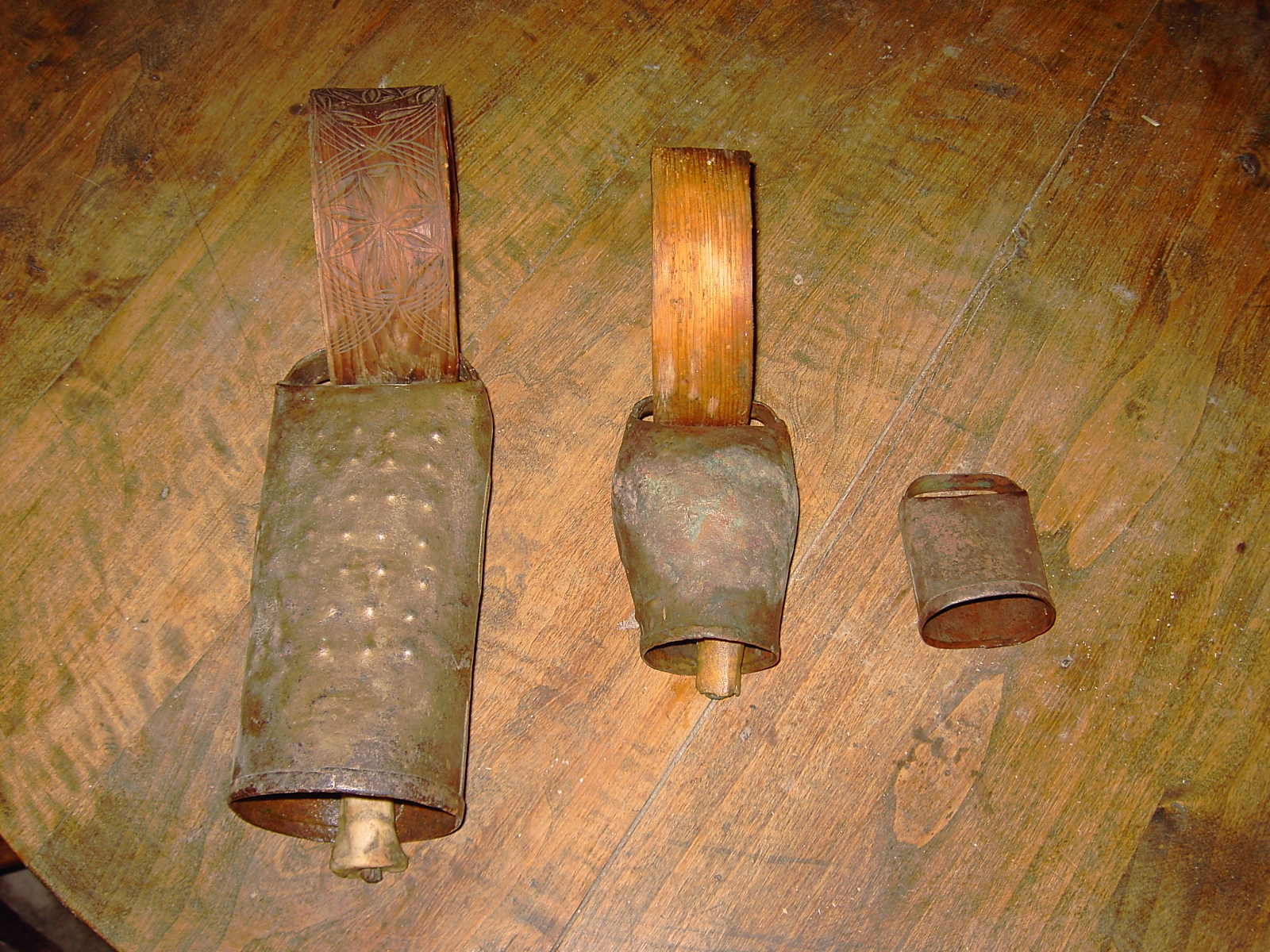
زنگوله‌ها بسته به گونه، جنس و سن جانوران متفاوت است. اینها در منطقه پیرنه استفاده می‌شود.

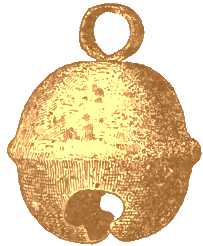
زنگوله مسی شاهین، از فرهنگ می‌سی‌سی‌پی پیش از کلمبیا در تنسی (ایالات متحده)